# Godescalco de los wendos
San Godescalco (en alemán: Gottschalk, en latín: Godescalcus) (m. el 7 de junio del 1066) fue un príncipe de la confederación abodrita, de la dinastía nakónida, desde 1043 hasta 1066. Estableció un reino eslavo sobre el Elba (en la zona de lo que hoy es el noreste de Alemania) a mediados del siglo XI. El propósito de su vida parece haber sido reunir a las tribus dispersas de los eslavos en un solo reino, y hacerlo un reino cristiano.
"Un hombre piadoso y temeroso de Dios", Godescalco llevó a cabo la cristianización de las tribus eslavas del Elba. Organizó misiones de sacerdotes alemanes y fundó monasterios en Oldemburgo, Mecklemburgo, Ratzeburg, Lübeck, y Lenzen, erigiendo los tres primeros como diócesis. A menudo acompañó a los misioneros en su trabajo y aumentó su mensaje con sus propias explicaciones e instrucciones. En todo esto, fue apoyado por los esfuerzos de Adalberto de Hamburgo. Sin embargo, los nobles y campesinos abodritas en gran medida siguieron siendo paganos.

## Biografía
El padre de Godescalco, Udo fue un mal cristiano (male christianus según Adán de Bremen) cuyo propio padre, Mistivoi, había renunciado a la nueva religión en favor del antiguo paganismo eslavo. Udo envió a su hijo a ser educado en el monasterio de san Miguel de Lenzen y más tarde en Luneburgo. Después de que un sajón asesinara a Udo en 1028, Godescalco renunció al cristianismo y asumió el liderazgo de los luticios para vengar a su padre. Mató a muchos sajones antes de que el duque Bernardo II de Sajonia lo derrotara y capturara; sus tierras pasaron a Ratibor de los polabios. 
Se convirtió de nuevo al cristianismo. Fue liberado y enviado a Dinamarca con muchos de su pueblo para servir al rey Canuto el Grande en sus guerras con Noruega. Viajó a Inglaterra con el hijo de Canuto Svend. 
Svend Estridson, jarl de Dinamarca, deseaba independizarse del rey Magnus I de Noruega en 1042. Porque a Magnus lo apoyaba su cuñado, Bernardo II, Svend logró una alianza con los abodritas a través de la mediación de Godescalco. Sin embargo, el jefe abodrita Ratibor resultó muerto en un asedio por Magnus en 1043. La muerte de Ratibor y sus hijos permitieron a Godescalco, que se casó con la hija de Svend Sigrid, para buscar la herencia de su padre Udo como príncipe de los abodritas. Durante la llamada guerra civil de los luticios (Lutizischer Bruderkrieg) de 1057, Godescalco conquistó a los circipani y kessini. Aseguró el territorio a través de la edificación de nuevas fortalezas; las antiguas fortificaciones de las tribus conquistadas fueron eliminadas. Sometió a los luticios y la diócesis de Bremen "lo temían como rey" y le pagaron tributo. Alimentó la alianza con sus vecinos cristianos, escandinavos y germanos, y se unió en una alianza con el duque Bernardo y el rey Magnus para derrotar a los luticios en batalla. 
Aliado con los luticios, los abodritas asesinaron a Godescalcos en una rebelión de 1066, capturando el castillo de Lenzen y forzando a sus hijos Enrique y Budivoi huir a Dinamarca y a Luneburgo respectivamente. Inicialmente, la alianza luticio-abodrita fue liderada por Blus, pero después de su muerte en 1066, Kruto, cuya base de poder era Wagria, lo reemplazó. Budivoi hizo campaña contra Kruto con ayuda sajona, pero fue asesinado en Plön en 1075. Enrique triunfó vengando la muerte de su padre matando a Kruto en un banquete en 1090.
La festividad de Godescalco es el día de su muerte según los cartujos de Bruselas en el Martirologio de Usuardo. Las fuentes primarias de su vida son Adán de Bremen y Helmoldo de Bosau. "De haber vivido, habría llevado a todos los paganos a la fe cristiana." Su hijo Enrique más tarde apoyó el trabajo misionero de Vicelino de Oldemburgo.